# Mercy Streets
Mercy Streets (Brasil: Caminho do Perdão / Portugal: As Ruas do Crime) é um filme do gênero drama e ação da indústria cinematográfica cristã americana lançado em 2000 dirigido por John Gunn e estrelado por Eric Roberts, Stacy Keach, David A. R. White, Kevin Downes, e Cynthia Watros.

## Sinopse
No meio de decepção, crime e imoralidade, dois irmãos John e Jeremias tê de aprender o poder da fé e do perdão. John escolheu o caminho do crime. Jeremias escolheu o caminho da fé mas agora uma situação inesperada forçará os dois irmãos a viver a vida do outro...e cada escolha tem uma consequência.

## Elenco
- Eric Roberts ...Rome
- David A. R. White ...John/Jeremias
- Cynthia Watros ...Sam
- Shiek Mahmud-Bey ...Tex
- Lawrence Taylor ...Dan
- Stacy Keach ...Tom
- Robert Lasardo ...Tj
- Lisa Furst ...Sunny
- Kevin Downes ...Peter
- Robert Lyon Rasner ...Concerned Passerby
- Jon Gunn ...Accident Victim